# Mariame Dia
Pour les articles homonymes, voir Dia.
Mariame Dia, née le 19 décembre 1978 est une joueuse franco-sénégalaise de basket-ball.

## Biographie
Après Dijon, Perpignan, Calais, Dunkerque, elle joue deux ans à Pau-Lacq-Orthez, inscrivant 13,7 points avec une adresse de 47,7 %, 7,8 rebonds, 2,5 interceptions et 1,6 passe décisive de moyenne lors de la saison 2013-2014 de Ligue 2. Le club disparaissant, elle rejoint Roche Vendée, toujours en Ligue 2.
En avril 2019, elle prend sa retraite sportive. Ses meilleurs souvenirs sont « ma première participation au championnat du monde avec le Sénégal en 2006 au Brésil et bien évidemment la montée en Ligue. Terminer cette saison avec le RVBC cinquième cette saison et (qualifié en) coupe d'Europe, c'est juste génial ».
Elle est la fille du joueur international de basket-ball Oumar Dia.

## Clubs
| Saisons   | Équipe                                  | Pays   |
| 2009-2011 | Dunkerque                               | France |
| 2011-2014 | Élan béarnais Pau-Lacq-Orthez (féminin) | France |
| 2014-2019 | Roche Vendée Basket Club                | France |

## Palmarès
- Championne de Ligue 2 en 2017[6].